# Epicauta straba
Epicauta straba är en skalbaggsart som beskrevs av Horn 1891. Epicauta straba ingår i släktet Epicauta och familjen oljebaggar. Inga underarter finns listade i Catalogue of Life.